# 舒瓦瑟爾灣機場
舒瓦瑟爾灣機場（英語：Choiseul Bay Airport）是一個位於所羅門群島麻島舒瓦瑟爾灣的民用機場。
機場有定期航班，由所羅門航空以DHC-6型飛機營運航線。

## 航空公司及目的地
| 航空公司   | 目的地         |
| ---------- | -------------- |
| 所羅門航空 | 霍尼亞拉、吉佐 |

## 備註
1. 1 2  .   [2010-03-30]. （原始内容存档于2021-04-29）.
2. 1 2   (PDF).   [2010年3月30日]. （原始内容 (PDF)存档于2013年4月6日）.
3. ↑  . 所羅門航空.   [2007-03-17]. （原始内容存档于2007-01-27）.